# Thomas Doll
Thomas Doll est un footballeur allemand né le 9 avril 1966 à Malchin. Il s'est désormais reconverti en entraîneur.

## Palmarès joueur
- 18 sélections et 1 but avec l'équipe d'Allemagne entre 1990 et 1993.
- 29 sélections et 7 buts avec l'équipe d'Allemagne de l'Est entre 1986 et 1990.

## Palmarès entraineur
- Coupe de Hongrie : 2015, 2016 et 2017
- Championnat de Hongrie : 2016